# Jahāngīrlū
Jahāngīrlū (persiska: جهانگیرلو) är en ort i Iran.   Den ligger i provinsen Ardabil, i den nordvästra delen av landet, 500 km nordväst om huvudstaden Teheran. Jahāngīrlū ligger 983 meter över havet och antalet invånare är 148.
Terrängen runt Jahāngīrlū är kuperad, och sluttar norrut.Runt Jahāngīrlū är det ganska tätbefolkat, med 58 invånare per kvadratkilometer. Närmaste större samhälle är Moḩammad Taqī, 6,5 km norr om Jahāngīrlū. Trakten runt Jahāngīrlū består till största delen av jordbruksmark.